# Adrien Perret-Maisonneuve
Adrien Perret-Maisonneuve, né le 1er janvier 1866 à Saint-Cloud et mort le 19 avril 1937 dans la même ville, est un avocat et magistrat français.
Acteur important dans le développement de Paris-Plage puis de la commune du Touquet-Paris-Plage, il est également notoire pour son ouvrage L'apiculture intensive et l'élevage des reines couronné par l'Académie des sciences et par l'Académie d'agriculture.

## Biographie

### Enfance et formation
Adrien Henri Marie Perret-Maisonneuve naît le 1er janvier 1866 à Saint-Cloud au 35, rue Royale, du mariage de Jean-Jacques Adrien Perret-Maisonneuve, 59 ans (mort prématurément des suites de mauvais traitements qui lui sont infligés par les Prussiens en 1871) et de Clémence Marie Pelletier, 40 ans,.
Il fait ses études au collège Stanislas. Parce qu'il est malade, sa mère l'envoie à Pithiviers et y termine bachelier ès-lettres et ès-sciences. Par la suite, étant domicilié au 7 route Nationale, il est licencié de l'école de droit de Paris, où il a côtoyé la première femme juriste diplômée roumaine Sarmisa Bilcesco.
En tant que fils unique de veuve, il est dispensé de service militaire. Il effectue néanmoins deux périodes d'exercices de deux mois respectivement en novembre-décembre 1887 au sein du 54e régiment d'infanterie et en mai-juin 1890 comme auxiliaire télégraphiste manipulant au sein du 24e régiment d'infanterie. À l'issue de l'année, il est versé dans la réserve. En 1894 et 1897, il effectue deux périodes d'un mois aux 54e et 145e régiments d'infanterie.

### Famille
- Adrien Perret-Maisonneuve épouse le 22 avril 1893, dans le 2e arrondissement de Paris, Blanche Juliette Marie Augustine Schoofs (1872-1955)[3]. Ils ont deux filles :
  - Odette (1894-1979), mariée à un Anglais, Edwin Gray ;
  - Huguette (1898-1929) épouse de Louis Recoussine, fils de Fernand Recoussine[6]. Ont brièvement résidé à l'Atlantic Hôtel au Touquet.

### Parcours du magistrat
De 1887 à 1890, Adrien Perret-Maisonneuve est avocat à la cour d'appel de Paris et fonde la conférence Tronchet pour les avocats stagiaires du barreau de Paris. Pendant cette période, il effectue des voyages en Allemagne, Autriche, Turquie et Roumanie.
En 1890, il quitte le barreau pour la magistrature et devient attaché au parquet de la Seine et l'année suivante est nommé juge suppléant, puis juge en 1891,, à Compiègne jusqu'en novembre 1895. Domicilié rue d'Alsace, il est membre titulaire de la Société historique de Compiègne.
Sa carrière de magistrat l'amène dans diverses villes : substitut à Vervins (19 novembre 1895) et Laon (1898),, procureur de la République à Rocroi et à Doullens (1902), juge au tribunal civil d'Amiens en janvier 1911 et à Rouen où il termine sa carrière comme vice-président honoraire au tribunal civil de Rouen. Il est chargé de mission en Roumanie en 1905.

### Un apiculteur français renommé dans le monde
La vie d'apiculteur d'Adrien Perret-Maisonneuve suit les pas d'Henri Louis Hamet (1815-1889), de Georges de Layens (1834-1897) ou encore de Jean-Baptiste Voirnot (1844-1900). Il y vint par les « errements » de ses recherches.
Ayant pris sa retraite de magistrat, il est domicilié après 1926 dans une villa de Saint-Cloud, 43, avenue du Maréchal-Foch, où il entretient un rucher et son laboratoire.
Dès les deux premières éditions (premier tirage d'un millier d'exemplaires) de son œuvre majeure, il fait sensation dans le monde de l'apiculture, au point qu'une édition en italien est annoncée en 1924 (traduction assurée par le professeur Giuseppe Montagano).
Dès 1923, un observateur signant L. Mont-Jovet, d'Albertville, écrit : « […] l'apiculture a désormais à sa disposition une méthode d'élevage industriel des reines, supérieure, d'une façon générale, à toutes autres, et ayant […] le grand mérite d'être française ».
Méthode française dont l'auteur de la préface de la 3e édition de 1926, Camille Pierre Dadant (1851-1938), qui écrit de l'Illinois, souligne « la valeur […] et les distinctions bien méritées ».
De l'autre côté de l'Atlantique, l'apiculteur américain Frank Pellett (1879-1951) écrit L'élevage pratique des reines, un ouvrage comparable dont C. P. Dadant assure l'édition.
Aussi, en homme d'affaires avisé du sujet, Dadant déclare à Jules Crépieux-Jamin qu'il renonce à la traduction en français de l'ouvrage de Pellett et que, de concert avec l'auteur américain, ils lui laissent « le champ libre ».
Malgré son ouvrage à succès de 1926, il est reconnu comme simple « apiculteur français » et se voit contester ses travaux sur la cire par le professeur russe Tuenin (puis plus tard par le chimiste George F. Jaubert), alors par ailleurs qu'il engage une procédure correctionnelle en diffamation pour des propos écrits tenus dans la revue en février 1929 par l'ingénieur agronome Étienne Giraud fils.
Las, malgré cela, Adrien Perret-Maisonneuve élabore trois années de suite un « agenda apicole français » en 1929, 1930 et 1931 qui paraît en novembre.

### Son histoire au Touquet-Paris-Plage

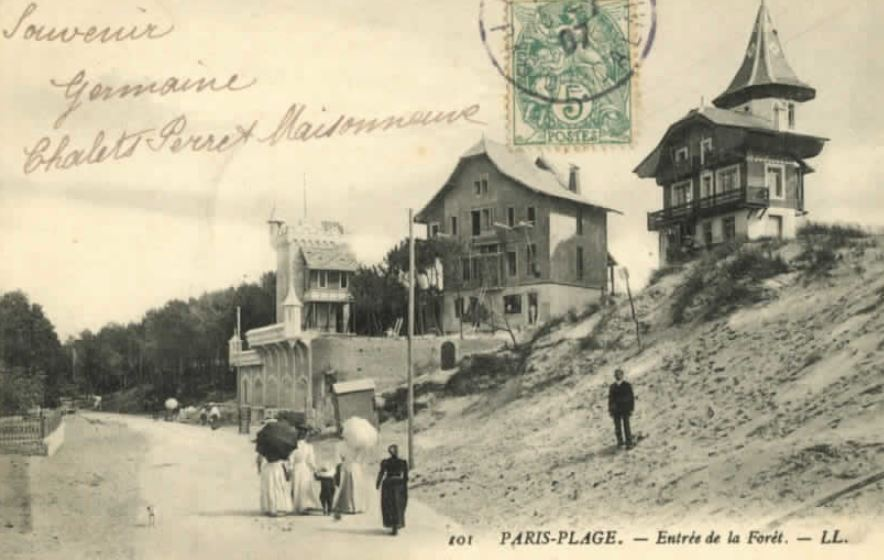
Construction du village suisse (1905-1906).

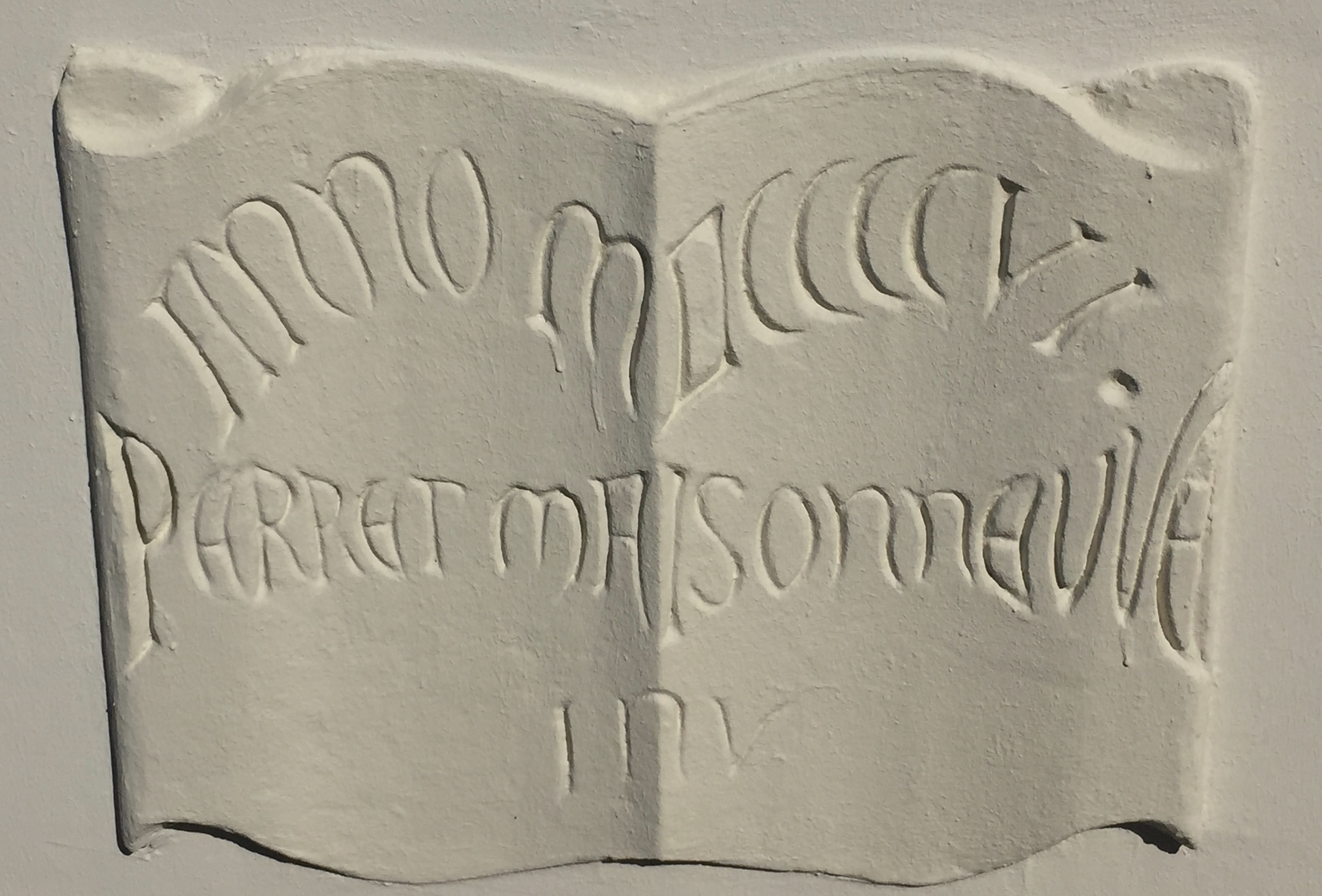
Plaque située au Village Suisse.

Adrien Perret-Maisonneuve est membre titulaire de la Société académique de Paris-Plage depuis le 27 août 1906, il en est le vice-président de 1912 à 1919, puis le président de 1919 à 1921 et de 1929 à 1931.
En 1905, Adrien Perret-Maisonneuve fait construire, avenue Saint-Jean, le Village Suisse sur les plans de l'architecte Paul Bertrand. Cette construction devait rappeler la Suisse, à laquelle il souhaite rendre hommage, à la suite de la guérison de sa fille qu'il estime devoir au climat de ses montagnes spécialement celles de Morgins dans le Valais où il eut à effectuer sa convalescence de retour de mission en Roumanie.
En 1908, le conseil municipal de Cucq comprend douze représentants de la plage, dont Perret-Maisonneuve, et seulement quatre de Cucq. Une délégation spéciale est nommée en attendant les élections du 5 mai 1912 qui comprend MM. Water-Duboc, Perret-Maisonneuve et Recoussine ; il participe activement à la création de la commune du Touquet-Paris-Plage en 1912 en faisant partie, à l'issue des élections des 5 et 12 mai, du premier conseil municipal de la nouvelle commune avec pour maire Fernand Recoussine.
Il est membre du Comité des fêtes du syndicat d'initiative du Touquet-Paris-Plage le 10 octobre 1913.
Bien que Clodoaldien, il réside dans l'une des villas du Village Suisse, avenue Saint-Jean, la villa d'Airain pour résister.
En 1932, il est président du syndicat des propriétaires du Touquet-Paris-Plage. Cette année-là, à l'occasion des cérémonies du cinquantenaire de la création du Touquet-Paris-Plage par Alphonse Daloz en 1882, il prononce le discours suivant :

« Je veux chanter, moi aussi, les louanges de notre petite patrie d'adoption… il y a 50 ans, là où s'élève notre ville, objet de l'admiration de tous sur un terrain vierge, abandonné par la mer, en face d'une âpre côte rejetant des épaves, c'était la dune aride aux sables mouvants, ondulant au caprice des tempêtes, sans végétation, sans eau… mais sous la clairvoyante investigation de Daloz… les sables furent fixés… la forêt de pins en surgit… le sol verdit, se couvrit d'une parure de fleurs. La cité se fonde. Depuis elle s'embellit… c'est qu'il en est des régions comme des individus : la providence déverse à son gré sur certains… et elle a comblé Le Touquet »

### Mort
Adrien Perret-Maisonneuve meurt le 19 avril 1937, à son domicile de Saint-Cloud, victime d'une infection contractée au cours de l'étude des maladies des abeilles. Louis Roussy pose quelques « regards sur son œuvre » dans un opuscule diffusé en 1938 (op. cit.) tandis que la revue L'Apiculteur retrace sa vie dans le no 6 du 1er juin 1937.
Il est inhumé le 23 avril 1937 au cimetière du Touquet-Paris-Plage, à droite de l'entrée. Son épouse, morte en 1955, et sa fille Odette Gray, morte en 1979, l'y ont rejoint. Sa seconde fille Huguette Recoussine (morte à 31 ans) est inhumée dans une sépulture de la famille Recoussine dans le même cimetière.

## Distinctions et récompenses

### Distinctions
À titre militaire, Adrien Perret-Maisonneuve est décoré de la croix de guerre 1914-1918 avec palme. Nommé au grade de chevalier dans l'ordre national de la Légion d'honneur par décret du 12 juillet 1919, il est fait chevalier de l'ordre puis promu au grade d'officier par décret du 7 juillet 1933. Il est fait officier de l'ordre le 29 janvier 1934 en qualité d'ancien officier d'administration de réserve du Génie (arme à laquelle sont rattachés les télégraphistes). Au titre de son intérêt pour la Roumanie en tant qu'officier détaché à la légation de ce pays allié, le général Artur Văitoianu lui adresse une citation à l'ordre de l'armée le 16 juin 1919.
Il est nommé officier de l'ordre de la Couronne (Roumanie) en 1903, chevalier de l'ordre du Nichan Iftikhar, le 8 octobre 1910.

### Récompenses
Au titre de ses activités civiles, il est nommé chevalier de l'ordre du Mérite agricole le 1er octobre 1902 pour sa participation au circuit du Nord organisé par le ministère de l'Agriculture en mai de cette année. Il est promu officier le 21 janvier 1910 et nommé entre-temps officier d'Académie (1904).
Il reçoit, en 1907, la grande médaille d'argent au concours agricole d'Acheux.
L'apiculture qu'il pratique à un haut degré scientifique lui vaut la médaille d'argent du ministère de l'Agriculture.
L'Automobile Club de France lui décerne la grande médaille d'argent. Il est délégué de l'association générale automobile à Doullens et pour les plages du Nord puis délégué (1902) du Touring club de France pour Doullens et Paris-Plage.

## Publications
- Les produits de la ruche, leur composition et leurs usages pratiques, 1900[33] ;
- Manuel pratique de la vérification des mémoires de frais de justice, Pedone, 1900, 88 p.[33] ;
- Aperçu sur la Roumanie : conférence donnée le 22 mai 1903 (préf. Georges Blondel), vol. 1, 2, t. XXV, Paris, au siège de la Société, coll. « Bulletin de la société de géographie commerciale de Paris », 1903 (lire en ligne), p. 531 & 675 ;
- Réglementation des dispenses (Lois Nouvelles, Paris, 1905)[33] ;
- La télégraphie sans fil et la loi (préf. Édouard Branly; avant-propos Albert Dalimier), Paris, Desforges éditeur, décembre 1913, 487 p. (lire en ligne);
- Aperçus sur la Roumanie : conférence donnée le 19 février 1905, salle de la société normande de géographie, vol. 27e année, Rouen, Espérance Cagniard, Léon Gy successeur, coll. « Bulletin de la Société normande de géographie », 1903 (lire en ligne), p. 129-150 ;
- Solution aux principales difficultés de l'état civil, Pedone, 1907[33],[4] ;
- L'apiculture intensive et l'élevage des reines (préf. Jules Crépieux-Jamin et Camille Pierre Dadant), Maurice-Mendel (réimpr. 1924, 1926, 1932, 1934, 1949, 2023) (1re éd. 1917), 550 (1926) (ISBN 241802489X, présentation en ligne, lire en ligne)ouvrage couronné par l'Académie des sciences et l'Académie d'agriculture

Il est également collaborateur à la revue « Les lois nouvelles ».

## Pour approfondir